# Франц Мария Луитполд Баварски
Франц Мария Луитполд Баварски (на немски: Franz Maria Luitpold Prinz von Bayern; * 10 октомври 1875, имение Замерхоф при дворец Лойтщетен, Щарнберг; † 25 януари 1957, имение Замерхоф при дворец Лойтщетен, Щарнберг) от фамилията Вителсбахи, е принц на Бавария и генерал-майор на баварската армия.

## Биография
Той е третият син на последния баварски крал Лудвиг III Баварски (1845 – 1921) и съпругата му ерцхерцогиня Мария Тереза Австрийска-Есте (1849 – 1919), дъщеря на ерцхерцог Фердинанд Карл Австрийски-Есте от Австрия-Модена и ерцхерцогиня Елизабет Франциска Мария Австрийска.
След гимназията принц Франц от 1894 г. е във военното училище. През 1896 г. дълго пътува в Северна Германия, Дания, Швеция и Норвегия. От 1911 г. той е заместник съдия, от 1 януари 1914 г. постоянен съдия в баварския горен съд.
На 8 юли 1912 г. Франц се жени за принцеса Изабела Антония фон Крой (* 7 октомври 1890; † 30 март 1982) в капелата на дворец Вайлбург в Баден при Виена. Тя е дъщеря на херцог Карл Алфред фон Крой (1859 – 1906) и принцеса и херцогиня Мари-Лудмила фон Аренберг (1870 – 1953).
Преди началото на Първата световна война той е командир на 2. сухопътен-регимент „Кронпринц“, тръгва към Западния фронт и веднага е ранен. Малко след това е повишен на генерал-майор.
Принц Франц Баварски умира на 81 години на 25 януари 1957 г. в дворец Лойтщетен, Щарнберг, Бавария. Погребан е в църквата „Св. Михаил“ в Мюнхен.

## Деца
Франц Мария Луитполд и Изабела Антония имат децата:
- Лудвиг Карл Мария Баварски (1913 – 2008), женен на 20 юли 1950 г. за братовчедката си принцеса Ирмингард Баварска (1923 – 2010), дъщеря на трон-принц Рупрехт Баварски
- Мария Елизабет Баварска (1914 – 2011), омъжена 1937 г. в Нимфенбург за принц Петер Хайнрих от Орлеан и Браганца (1909 – 1981)
- Аделгунда Баварска (1917 – 2004), омъжена 1948 г. за фрайхер Зденко фон Хоенинг О'Карол (1906 – 1996)
- Елеонора Тереза Баварска (1918 – 2009), омъжена на 2 август 1948 г. за граф Константин фон Валдбург-Зайл (1909 – 1972)
- Доротея Баварска (1920 – 2015), омъжена 1938 г. в Сарвар, Унгария, за Готфрид Хабсбург-Лотарингия (Готфрид фон Австрия-Тоскана; 1902 – 1984)
- Расо Баварски (1926 – 2011), женен 1955 г. за Тереза Хабсбург-Лотарингия (Тереза Австрийска-Тоскана; * 1931)